# Santibáñez el Alto
Santibáñez el Alto – gmina w Hiszpanii, w prowincji Cáceres, w Estramadurze, o powierzchni 99,07 km². W 2011 roku gmina liczyła 405 mieszkańców.